# Jan Dirk Vader
Jan Dirk Vader (Velsen, 23 augustus 1896 – 29 januari 1960) speelde, ofschoon naar buiten toe veelal onzichtbaar, een dominerende rol met betrekking tot de zeevisserij tijdens de Tweede Wereldoorlog. Hierdoor werd hij tevens bepaald bij de door de Duitse Abwehrmann Friedrich Carl Heinrich Strauch in zee gebrachte vloot van spionageloggers. De Nederlandse zeevisserij was in die jaren gecentraliseerd in IJmuiden. Vader was lid van de NSB.

## Opleiding en bezigheden
Bij het uitbreken van de mobilisatie in 1939 moest Jan Dirk Vader in militaire dienst waarbij hij als Luitenant ter zee der 2e klasse voor speciale diensten bij de Koninklijke Marine werd belast met patrouillediensten. Het ging er hierbij om, er op toe te zien dat de Nederlandse neutraliteit niet zou worden geschonden. Gezien zijn rang bij de Marine moet Vader destijds de toenmalige hogere zeevaartschool met goed gevolg hebben doorlopen. Vanaf juni 1925 tot eind januari 1930 was hij eerst dokmeester en later gezagvoerder bij het Surinaamse Gouvernement. Daarna was hij tot 1936 Inspecteur van de Sanitaire Havendienst te Amsterdam.
Na de Nederlandse capitulatie op 15 mei 1940 solliciteerde de toen werkloze Vader op advies van een vriend en ex-koopvaardijofficier bij de Duitse Havencommandant te Amsterdam, dit om een positie te verkrijgen als Havencontrole-officier. Daar was namelijk sprake van vacatures van deze aard. De Duitse marineofficier Nettelrodt, hoofd der Nederlandse kustcontrole, Kapitän der Kriegsmarine en adjudant der Admiral der Niederlande Hoffmann, nam Vader aan als zijn tolk. Daarnaast moest Vader de prijsschepen die lagen aangemeerd in de haven van Amsterdam en in de omliggende havens van IJmuiden, Zaandam, Spaarndam etc., registreren. Hij werd daarvoor aangesteld bij de Hafenüberwachungsstelle te Amsterdam waar hij ging werken onder de Oberleutnant der Kriegsmarine Kirmss.

## Contacten met de zeevisserij
Vaders werkzaamheden brachten hem in aanraking met veel reders en vissers en hij behartigde daarom de belangen der beide partijen. Hij attendeerde de Duitse autoriteiten op die belangen en kwam bij diverse lastige vraagstukken tot een goede oplossing. De kwesties hadden onder meer te maken met schepen die door de Duitsers als prijsschepen konden worden gevorderd. Vader bleek in staat zijn superieuren Kirmss en Nettelrodt ervan te overtuigen dat zijns inziens vissersschepen als deze niet voldeden aan de voorwaarden van de eisende partij.
In het najaar van 1940 werd onder de vissers en reders bekend dat beperkingen, aan hen opgelegd, niet golden voor een tweetal vissersschepen. Deze mochten zowel overdag als 's nachts vissen en dit dan buiten de voor allen toen geldende tienmijlszone. De genoemde breedte werd nogal eens verwisseld. Voor kustvissers was standaard een driemijlszone van kracht. Naar bleek, ging het hier om twee spionageschepen die waren uitgerust met zenders en met aan boord vertrouwensmannen of V-Männer. Volgens de protesterenden kwam de vis in de wintertijd niet bij de kust en grote vangsten werden behaald op ongeveer 30 mijlen uit de kust. Zij vroegen om ook gedurende de nachtelijke uren en tevens verder uit de kust te mogen vissen. Vader zegde hen toe hun bezwaren aan zijn superieuren voor te leggen.
Met toestemming van Nettelrodt mocht men vanaf 20 februari 1941 dag en nacht vissen met als voorwaarde dat men zich beperkte tot 30 mijl uit de kust en in de omgeving van IJmuiden. Eén schip van elke tien - dat sneller moest zijn dan de andere - zou een Duitse onderofficier aan boord krijgen. De overige negen zouden een Duitse matroos mee krijgen. Vader vergaderde met de reders die vervolgens toestemden in de Duitse voorwaarden. Dertig schepen konden nu naar zee. Het werd een groot succes; de schepen voerden een recordvangst aan van f. 302.000.-. Maar na haar terugkeer in IJmuiden werd de gehele vloot door de Kriegsmarine opgeëist. Een pleidooi van Vader bracht echter de eerdere Duitse eis terug tot minder dan de helft. Overigens waren de spionageschepen van Strauch hierbij niet betrokken. De actieve vissersvloot breidde zich stilaan weer uit tot 40 à 50 schepen.

## Vader versus Visserijcentrale
Per 1 april 1941 ging Vader over naar de Hafenüberwachungsstelle in IJmuiden. Op 1 november 1941 droeg Nettelrodt hem voor voor de functie Chef der Noordzeevisscherij binnen de Nederlandsche Visscherijcentrale en van daaruit tevens tot bemiddelaar tussen de Kriegsmarine en de Nederlandsche Visscherijcentrale. Vader startte aldaar op 1 december 1941. Problemen die weldra ontstonden vanuit een machtsstrijd tussen Vader en de leiding van de voornoemde Centrale maakten vroegtijdig een einde aan zijn functie. Vader werd in januari 1942 ontslagen. Nettelrodt haalde hem terug en plaatste hem op zijn vroegere post. Van daaruit wendde Vader zich tot de leider van de NSB Anton Mussert want de voor hem ongunstige gang van zaken stak de heerszuchtige Vader zeer en hij was duidelijk niet van plan, het daarbij te laten zitten. Na een eerder gesprek met Mussert op 18 mei 1942 zond hij de leider, die hij benaderde als 'kameraad', vervolgens op 23 mei 1942 een zeer uitvoerige - en feitelijk meelijwekkende - toelichting op wat er binnen de visserijwereld mis was en wat men hem daarbinnen had aangedaan. Daarbij moesten onder 'men' worden verstaan gelijkgestemden waar het Duitsland en de Duitsers aanging. 
Alhoewel niet in Vaders toelichting genoemd was ook de initiatiefnemer achter de spionageloggers, de Abwehrman Friedrich Carl Heinrich Strauch, met wie Vader binnen de Hafenüberwachungsstelle te maken had, Vader weinig welgezind. Strauch minachtte hem zelfs. Op 31 december 1942 nam Vader zelf ontslag om zich te gaan toeleggen op een eigen bedenksel, namelijk, Nederlandse schepen voortaan vanuit Duitse havens te laten vissen. Deze vissersvloot zou een zelfstandige eenheid blijven; de gevangen vis zou naar Nederland worden gebracht. Achtergrond was dat het vissen in de Duitse Bocht minder gevaarlijk zou zijn dan op de Noordzee. Het tegendeel zou in maart 1945 blijken. Trouwens, het plan had geen succes. In mei 1943 berichtte het Obercommando der Kriegsmarine dat deze het plan afkeurde.
Vader had intussen aandelen genomen in enkele vissersschepen en kon zodoende in zijn onderhoud voorzien. Dit bleek zeer lucratief want hij werd op een zeker moment zelfs vanuit Londen door Radio Oranje beschuldigd van het zwart handelen in vis. In februari 1944 maakte de Duitse overheid een einde aan de visserij vanuit IJmuiden. Vader bereikte na veel aandringen dat de vissersvloot, eerder aangemeerd in IJmuiden, voortaan vanuit Delfzijl in meer beschermde wateren zou kunnen vissen. Met de hulp van Kapitän Nettelrodt kreeg Vader toestemming, 30 à 40 schepen vanuit IJmuiden te doen overvaren naar Delfzijl. Hij ging zelf wonen in Groningen en pakte de draad weer op om te fungeren als verbindingspersoon tussen de vissers en de Duitsers. Hij werkte in Delfzijl onder Leutnant Knepper die een officier was binnen de Abwehrstelle Wilhelmshaven en verbonden aan het Marinecommando Nord.

## Consequentie van zenders
Knepper deelde in tegenwoordigheid van Vader aan de betrokken vissers mee dat het noodzakelijk zou zijn, zenders aan boord te installeren. Eén op elke tien schepen zou een zender aan boord krijgen. Als gevolg hiervan werden de SCH 95, de ZK 68 en de KW 173 het eerst uitgerust met zenders en V-Männer. De SCH 95 was eigendom van de NV Vischhandel, Reederij en IJsfabriek Vrolijk. Aan de visserij vanuit Delfzijl kwam een einde toen na 19 maart 1945 de SCH 65, eigendom van de rederij Vrolijk en de IJM 263, eigendom van de firma "Jomilou" maar uitgereed door Vrolijk, werden vermist. Het bleek te gaan om twee spionageschepen. Ze zijn stellig door de geallieerden tot zinken gebracht daar dezen dit soort loggers intussen kenden. De spionagelogger SCH 160 van Vrolijk ontsprong de dans doordat zij kampte met een gebrek aan brandstof. Dit redde het leven van zowel de bemanning als dat van de ook aan boord zijnde V-Mann Piet Grootveld jr., een der twee V-Männer - alsook gebroeders - Grootveld. Zij waren de zoons van de collaborerende schipper Pieter Grootveld sr. van de spionagelogger KW 110. Na de vermissing van de twee spionageloggers viel de visserij vanuit Delfzijl definitief stil. Jan Dirk Vader werd na de oorlog geïnterneerd en veroordeeld.